# Ирландия на летних Олимпийских играх 1960
Ирландия закончила выступление на летних Олимпийских играх 1960. В Олимпийскую сборную вошли 49 человек — 47 мужчин и 2 женщины, принявшие участия в соревнованиях по восьми видам спорта.
- Лёгкая атлетика
- Бокс
- Велосипедный спорт
- Конный спорт
- Фехтование
- Парусный спорт
- Тяжёлая атлетика
- Вольная борьба

Среди спортсменов страны медалистов нет.
Самым молодым участником из Ирландии стал шестнадцатилетний борец Дермот Данни, самым старшим — 51-летний фехтовальщик Джордж Карпентер.

## Внешние ссылки
- Ирландия на летних Олимпийских играх 1960  (англ.)